# Тобаго
Тобаго је друго највеће острво државе Тринидад и Тобаго. Налази се североисточно од главног острва Тринидада између Карипског мора и Атлантског океана.

## Географија
Острво се простире на 300 km, дуго је 42 km, а широко 10 km. На острву живи 62.219 становника по подацима из 2011. године. Главни град и уједно највећи град на острву је Скарборо. Клима је тропска.

## Историја
Тобаго је открио Кристифор Колумбо 1498. године а колонизован је од стране Шпанаца. У каснијим годинама острво је често мењало власнике, између осталих, њиме су владали: Холанђани, Французи, Швеђани (до 1733. године) када су га освојили Британци.
Од 1888. године припојен је британској колонији Тринидад, од које се више није раздвајао.

## Галерија
- Мапа острва
- Град Спејсајд
- Острво Сент Жил у близини обале Тобага
- Плажа Парлатувер
- Град Шарлотвил
- Тобаго - август 2013 (1530)
- Острво Мали Тобаго, у близини града Спејсајда, природни резерват птица
- Панорама главног града Тобага, Скарбороа (2015)
- Плажа Инглишменс
- Пижон Појнт
- Плажа у насељу Кастара